# Young Im Min
Young Im Min (6 giugno 1981) è un calciatore samoano americano, centrocampista del Konika Machine.

## Carriera

### Nazionale
Era titolare nella partita Australia-Samoa Americane 31-0.